# Реформація в Чехії
Реформація в Чехії — рух у Богемському королівстві, спрямований проти католицької церкви. Являє собою предтеччу великої Реформації в Європі XIV—XVI століть. З поширенням в Празі у 1399 р. богословських трактатів Джона Вікліфа, перекладених і привезених Ієронімом Празьким, починається розповсудження і вивчення першоідей протестантизму, а також боротьба Яна Гуса з католицькою церквою. Наслідками цих подій є його перетворення в гуситський рух.

## Причини
Початком чеської реформації вважають 1403 рік, коли в засіданні університету були заборонені 45 тез Джона Віклефа (24 тези були заборонені в Лондоні в 1382 році, а 21 теза була складена додатково в 1403 р.). На захист положень Джона Віклефа виступали багато магістрів університету, серед них і Ян Гус. Вони стверджували, що тези неправильно витягнуті з книг англійського реформатора і думки його спотворені. Проте тези були засуджені і заборонені. Але саме з 1403 року поширення реформаційних ідей посилилося і прискорилося. Заборона тез Віклефа повідомило їм про більшу популярність і привернуло увагу до цих питань. Поки Ян Гус і його прихильники критикували звичаї духовенства, католицьке духовенство було безсиле проти них. Але як тільки боротьба переносилася в площину догматики (віровчення), католицьке духовенство отримувало в свої руки могутню зброю, так як могло пред'явити реформаторам звинувачення в єресі і засудити їх. Тим більше це було зручно зробити з вченням Віклефа, так як воно вже було засуджено як єресь в 1382 року. Тому католицьке духовенство в Чехії наполегливо проводило думку про те, що чеські реформатори — віклефісти, і в моменти загострення боротьби забороняло тези Віклефа. Але проводити знак рівності між вченням Віклефа і вченням Гуса не можна. При всій повазі Яна Гуса до Джона Віклефа, як до однодумця, він відкидав його тезу про причастя, про таїнства, менш різко ставив питання про власність духовенства, про Папу, але цим їх розбіжності не вичерпуються. Основна думка Яна Гуса полягала в тому, що Святе Письмо — основа релігії, є тезою Матвія Янова. Ця думка червоною ниткою проходить через все вчення Яна Гуса.

### Ян Гус і його вплив
Ян Гус народився на півдні Чехії, в містечку Гусинец, в селянській родині. Він здобув освіту в Празькому університеті, де досяг вчених ступенів бакалавра та магістра вільних мистецтв. З 1398 р. Ян Гус стає викладачем Празького університету. Він займає послідовно дві університетські виборні посади, в 1401 р. стає деканом філософського факультету, в 1402 р. — ректором університету. Ян Гус був прихильником вчення Джона Віклефа, який справив значний вплив на світогляд і погляди самого Гуса. Ян Гус з повагою ставився до вчення англійської реформатора, захищав його від збочень і несправедливих нападок, але разом з тим не в усьому погоджувався з ним і багато положень Віклефа не визнавав.
З 1402 р Гус, викладаючи в університеті, одночасно стає проповідником в Вифлеємській капелі. Капела була заснована в 1391 році на кошти чехів — лицаря Гануша Мюльгейма і купця Кржіжа Крамаржа. Вони заснували капелу спеціально для проповіді чеською мовою, виступаючи, таким чином, проти засилля німецького духівництва в Празі. У 1402 р місце проповідника у Вифлеємі було надано Яну Гусу. За статутом засновників капели він повинен був жити при каплиці і щодня проводити проповіді. У Вифлеємі виник тісний зв'язок Гуса з чеськими міщанами Праги. Кафедра Вифлеєму стала політичною трибуною, а Гус — визнаним вождем чеського міщанства, главою бюргерської опозиції, подібної опозиції Віклефа в Англії. Навіть проповіді в основному складалися з вчень англійського реформатора. З цього моменту почалася боротьба з католицькою церквою в формі проповіді, в якій описуються звичаї духовенства і стверджуються ідеали первісної християнської церкви.

## Основні події
Перші роки реформації (1404—1407 рр.) були важливим періодом в діяльності Гуса як професора і проповідника. Король Вацлав взяв під свій захист численних в той час прихильників реформації. Гус був духовним батьком лагідної, нещасної в шлюбі королеви Софії, і вона щодня відвідувала його проповіді. Безхарактерний король Вацлав, що вів безладне життя теж взяв його під свій захист. Серед придворних було багато шанувальників Яна Гуса. Їм подобалася проповіді Гуса про те, що духовенство має бути бідним, як в первісній християнській церкві. Вони сподівалися використовувати реформацію для секуляризації церковного майна (церковні володіння становили 1/3 всіх земель країни). Не випадково королю Вацлаву приписувалися слова, що Ян Гус — курка, яка знесе золоті яйця. Архієпископ Збинек, який володів мечем краще, ніж пером, і, за переказами, навчився грамоті тільки після отримання високого сану, не відразу зрозумів небезпечну діяльність Гуса для католицької церкви і надавав йому заступництво.
1407 року події європейського значення вплинули на розвиток чеської реформації. У 1378 році закінчився «Авіньйонський полон» пап, і Папа повернувся в Рим. Цього ж року в католицькій церкві виникла «велика схизма» (великий розкол), коли стали вибирати відразу двох пап — в Римі і Авіньйоні. Двоєпапство призвело до падіння авторитету католицької церкви, так як папи один одного взаємно відлучали і піддавали анафемі. Тому государі Європи вирішили покласти край розколу і реформувати церкву «починаючи з голови та членів», як тоді говорили. Вони прагнули до реформи церкви зверху, побоюючись соціальних рухів, реформи знизу лякали їх. У боротьбі за реформу церкви зверху, велика роль належала університетам, і в першу чергу Паризькому університету визнаному в Європі центру богослов'я. Король Вацлав взяв участь в цьому русі, сподіваючись повернути собі імператорську корону, якої він був позбавлений німецьким князем Рупрехтом Пфальцьким. Вацлав вимагав не коритися Папі Григорію XII, главі католицької церкви в Римській імперії, так як він підтримував його суперника Рупрехта. Вацлав називав непокору Папові «нейтралітетом». У боротьбі проти Григорія XII за «нейтралітет» він натрапив на опір архієпископа і університету, так як німецькі нації були прихильниками антиімператора Рупрехта У 1409 році. повинен був відкритися церковний собор в Пізі. Вацлав не міг з'явитися туди, не маючи підтримки університету. Тільки чеська нація була за короля. Вона скористалася сприятливою політичною ситуацією і послала до короля делегацію, в складі якої були Ян Гус і Ієронім Празький. Делегація просила короля дати їм перевагу в університеті і скаржилася на тиск з боку німців. Король прийняв делегацію суворо і пригрозив Яну Гусу і Ієронімові багаттям. Зважаючи на наближення терміну відкриття собору, під впливом придворної знаті, яка підтримувала Гуса, послів французького короля і делегації Паризького університету 18 січня 1409 року король видав в Кутній Горі декрет про реформу університету. Чехи при вирішенні всіх справ отримували в університеті 3 голоси, а німцям був залишений один голос. Це було великою перемогою чехів. У декреті було сказано, що корінні жителі повинні користуватися в своїй державі перевагами в порівнянні з чужинцями, під якими в першу чергу малися на увазі німці. Німці не хотіли визнати декрет і продовжували вибирати по три людини в екзаменаційні та інші комісії. Чехи вибирали за новим законом. Заняття і іспити зривалися. Між студентами чеської і німецьких націй відбувалися зіткнення. Німці не погоджувалися підкоритися декрету. Тому в травні 1409 року за наказом короля в університет був посланий озброєний загін, і ректор повинен був віддати печатку, скарбницю і матрикули (списки) університету. Позбавлені привілеїв, німці дали клятву не вчитися в реформованому університеті. Кілька тисяч німецьких магістрів і студентів покинуло Прагу. У тому ж році ними був заснований університет в Лейпцигу за зразком Празького.
Празький університет після реформи перетворився в національний чеський навчальний заклад. Він став центром реформаційних ідей. Гус був обраний першим ректором реформованого університету. Його вчення широко поширювалося по всій країні.
|  | «Німеччина, країна філістерів, шаленіла проти Гуса, як проти єретика-віклефіта і заклятого ворога» священної "нації … Як захисник національних і народних прав Гус ставав настільки популярнішими серед інших чехів, ніж завзятіші німецькі бовдури, які нападали на нього ." |

Вище духовенство, перелякане зростанням популярності революційних ідей, порушило проти Гуса справу в папській курії за звинуваченням його в єресі. У зв'язку з цим в Чехії знову заборонили книги Джона Віклефа. Папа оприлюднив буллу про викорінення віклефістів в Чехії і спалення книг Джона Віклефа. У 1410 році в здійсненні булли празький архієпископ Збинек наказав віддати йому на перегляд книги Віклефа. На двір архієпископа було доставлено до 200 примірників книг, з яких кілька книг були дуже красиво прикрашені. Гус і його друзі чекали зауважень про помилки в цих книгах. Але дзвін і урочисті звуки співу «Тобі, бога, хвалимо…», що лунали з архієпископського двору, сповістили про спалення книг англійського реформатора. На наступний день вся Прага співала глузливу пісеньку про те, що Збинек спалив книги, не знаючи, що в них написано. У пісеньці містився натяк на безграмотність архієпископа. Спалення книг викликало хвилювання в Празі. Король Вацлав наказав відшкодувати вартість книг власникам і наклав арешт на доходи архієпископа. Ян Гус, незважаючи на відлучення Папи, ще сміливіше виступав у Вифлеємі і говорив, що в справах віри, ми повинні слухатися більше Бога, ніж людину. В університеті чеські магістри виступали із захистом книг Віклефа в публічних лекціях, які залучалися великою увагою і підтримкою. Гус і Ієронім брали в цьому участь. Король і королева клопотали за Гуса перед Папою, який викликав його до Риму. За відмову з'явитися в Рим Гус був ще раз відлучений від церкви, а на країну, архієпископом був накладений інтердикт.
В 1411 році між церковною і світською владою в Чехії розгорілася справжня війна. Вацлав прийняв круті заходи проти багатьох духовних осіб, вислав і вигнав їх з міста, відняв у каноніків скарби і відвіз їх до свого замку. Король скликав земський сейм, на якому було вирішено, що за світськими справами ніхто не може бути притягнутий до церковного суду. Цим влада духовенства почала значно слабшати. Папа був змушений призупинити процес проти Гуса.
У 1412 році справа дійшла до відкритого розриву Гуса з католицькою церквою. Папа Іван XXIII, людина, яка заплямувала своє ім'я перелюбством, вбивствами, мерзенним обманом та іншими вадами, надіслав в Чехію свого легата, який продавав індульгенції, щоб зібрати кошти для хрестового походу проти неаполітанського короля. Безсоромна, нахабна торгівля відпущених гріхів проти християнського государя була останньою краплею, що переповнила чашу терпіння Гуса. Він відкрито виступив проти Папи, що привело до розриву з католицькою церквою. Гус оголосив публічний диспут в університеті на тему про те, чи можна продавати індульгенції. Диспут відбувся при величезному скупченні народу. На диспуті виступали Гус і Ієронім. Красномовство останнього справило таке велике враження, що його проводжали до будинку більше студентів, ніж визнаного вождя реформації. На диспуті Гус і Ієронім відкинули папські булли, які суперечать священному писанню. Незабаром після диспуту з ініціативи Ієроніма, булли зазнали публічного осміяння. На одній з площ булли були спалені під шибеницею при величезному скупченні народу. Тоді пролилася перша кров. В гуситському русі були схоплені троє юнаків, які виступали проти продажу індульгенцій. Гус взяв провину на себе, але не зміг врятувати їх. У місті було неспокійно, народ збирався на вулицях, і юнаків обезголовили, не довівши до місця страти. Поховання страчених перетворилися у грандіозну демонстрацію. Тіла, загорнуті в білі простирадла, проводжало в останню путь безліч чехів з співом «Це святі». Організатором демонстрації був Ієронім. Юнаків поховали у Вифлеємі за церковним обрядом, і з тих пір каплицю називали капелою Трьох святих. Відкрита боротьба прихильників реформації з католицькою церквою тривала. Папа Іван XXIII, розлючений всім, що відбувається в Чехії, оприлюднив нове церковне відлучення, яким Гуса виганяли з людського суспільства, а Вифлеєм мав бути зруйнований. У Празі відбувалися вуличні зіткнення. Німецька міська влада кілька разів намагалася зруйнувати Вифлеєм, але слухачі Гуса відстояли капелу. Вацлав IV, розраховуючи на допомогу Івана XXIII, більше не підтримував Гуса. У грудні 1412 р. він запропонував йому покинути Прагу. Гус відправився у вигнання на південь Чехії і оселився на Козиному Градці. Друг Гуса Ієронім Празький в цей час поширював ідеї реформації за кордоном. Ще в 1410 році він відвідав двір короля Сигізмунда в Будині, побував у Відні, а 1413 року здійснив велику подорож на схід. Він був в Кракові при дворі короля Владислава. Звідти в свиті князя Вітовта він відправився в литовські землі і відвідав білоруське місто Вітебськ, колишнє володіння литовського князя, і російське місто Псков. Ієронім Празький виступав не тільки перед государями, придворними і вченими магістрами. Він звертався до народу. У Кракові, Вітебську, Пскові він викликав велике збудження серед містян. Ієронім був глашатаєм ідей чеської реформації за кордоном. Гус проповідував ідеї реформації перед чеськими міщанами, а Ієронім ніс ті ж ідеї містянам інших країн. Особливу увагу в своїй пропагандистський діяльності він приділив слов'янським народам: росіянам, полякам, українцям, які були близькі чехам за мовою та культурою.

## Наслідки
Перемога ідей реформації в Чехії, поширення їх за кордоном викликали тривогу католицького духовенства і государів інших країн Європи. Чеська реформація загрожувала католицькій церкві у всій Європі. Тому, коли в 1414 році був призначений церковний собор в Констанці, головним його завданням стала боротьба з «чеською єрессю», як говорили тоді. Імператор Сигізмунд запросив Гуса прибути на собор для викладу своїх поглядів і обіцяв йому охоронну грамоту. Друзі зібрали йому гроші на дорогу; Гуса попереджали про небезпеку, яка чекає його під час шляху по німецькій землі і на соборі, але він безстрашно вирушив в Констанець, впевнений у своїй правоті. Він виїхав 11 листопада 1414 року і в дорозі усюди, де йому доводилося зупинятися, зустрічав схвалення його поглядів. Через три тижні він прибув в Констанець. В кінці листопада 1414 року його заарештували. Імператор Сигізмунд нічого не зробив для того, щоб звільнити Гуса, хоча дав йому охоронну грамоту. У квітні 1415 року прибуває в Констанець на допомогу другові Ієронім Празький. Він теж незабаром буде схоплений і ув'язнений у в'язницю. Гус пробув в ув'язненні більше 6 місяців. Публічне слухання його справи почалося тільки на вимогу чеських і моравських панів. Гусу пред'явили фальсифіковані звинувачення. Судочинство йшло з порушенням всіх процесуальних норм. Гус був позбавлений можливості виправдатися. Так як він не хотів публічно відхреститися від своїх поглядів, він був засуджений як єретик, позбавлений сану священика і 6 липня 1415 році спалений на багатті. Останки його були кинуті в Рейн, щоб пам'ять про нього назавжди зникла. Участь Гуса розділив його самовідданий друг Ієронім Празький. Він виступив пристрасним захисником реформації. Його вченість і незвичайне красномовство справили велике враження на батьків собору. Але Ієронім був спалений 30 травня 1416 року.